# W42SA
W42SA（だぶりゅーよんにーえすえー）は、鳥取三洋電機（現・三洋テクノソリューションズ鳥取）が開発し、KDDIおよび沖縄セルラー電話の各auブランドで販売されたCDMA 1X WINの携帯電話である。

## 概要
- 鳥取三洋電機初となるCDMA 1X WIN端末である。大きな特徴として「スムースタッチ」という手書き認識機能がある。これは、静電パッドが内蔵されているキーパッド部を指でなぞることにより文字入力や選択操作、カメラ使用時のAFロック等が行えるものである。ロックナンバー入力が必要な機能を使用する際には、あらかじめ端末に「スムースロック図形」として登録した任意の図形（星やハート等）をなぞって描くことにより、ナンバー入力の代わりにすることが可能である。
- 鳥取三洋製のWIN端末で、日本語入力システムにATOK for au＋APOTを搭載したものはこのW42SAが最初にして最後である。
- ちなみにSAR値は0.102W/kg（側頭部）と非常に低く、2014年（平成26年）12月現在の時点においてもスマートフォンを含む歴代のau携帯電話としては最も低いものとなっている。

## 沿革
- 2006年（平成18年）3月29日 TELEC認証。
- 2006年7月18日 JATE認定。
- 2006年8月28日 KDDI、および三洋電機（大阪）より公式発表。
- 2006年10月6日 発売。
- 2007年（平成19年）4月 販売終了。
- 2012年（平成24年）7月22日 L800MHz帯（旧800MHz帯・CDMA Band-Class 3）エリアによるサービスの停波。以後、当機種は2GHz帯（CDMA Band-Class 6）エリアによるサービスのみのサポートとなる。
- 2022年3月31日 - 同キャリアにおける3Gサービスの完全終了・停波により、当機種は全て使用不可となる[2][3]。

## 不具合
- 2006年10月31日

着うたフルをダウンロード中に電波状況が悪くなるとダウンロードした着うたが再生できないことがある、また、メール関連でも一部の方法で作成したメールを送信しようとするとフリーズすることがあると発表した。
- - au携帯電話 W42SA (三洋電機製) をご利用中のお客様へのお詫びとお願い - ウェイバックマシン（2006年11月1日アーカイブ分）
- 2006年12月18日

特定のアプリ（EZアプリ）を利用後、データフォルダを操作し再起動を行うとデータが削除されることがある。また、譲り受けたW42SAを利用する際Eメールが受信できないことがあると発表した。
- - au携帯電話 W42SA (三洋電機製) をご利用中のお客様へのお詫びとお願い - ウェイバックマシン（2007年1月24日アーカイブ分）
- 2009年2月3日

特定の着うたフル®を再生すると電源がリセットする場合があると発表した。
- - au携帯電話の「ケータイアップデート」についてのお知らせ - ウェイバックマシン（2009年2月6日アーカイブ分）

なおいずれの不具合もソフトウェアアップデートで解消することができる。

## 注
1. ↑  2012年7月23日より利用不可
2. ↑  auの3Gサービス「CDMA 1X WIN」が2022年3月末をもって終了　VoLTE非対応4G LTE端末も対象 - ITmedia 2018年11月16日
3. ↑  「CDMA 1X WIN」サービスの終了について - KDDI 2018年11月16日